# Isertoq
Isertoq (vestgrønlandsk: Isortoq) er en bygd i Østgrønland beliggende ca. 100 km vest for Tasiilaq i Sermersooq Kommune. Position: 65°32′55″N 38°58′30″W. Isertoq betyder ”Det Tågede Hav”. Man sagde i gamle dage, at havet var så tåget at kajakroeren ikke kunne se sin pagaj, når han dyppede den i vandet. Bygden blev grundlagt i 1942, og er den mindste bygd i Ammassalik kommune med sine 70 indbyggere (Maj 2008), hvoraf de 13 erhverver sig ved fangst og fiskeri. Isertoq ligger nær ved indlandsisen, og er ofte start- eller slutsted for ekspeditioner over indlandsisen.
65°32′N 38°58′V / 65.53°N 38.97°V